# Semudobia markakolica
Semudobia markakolica är en tvåvingeart som beskrevs av Fedotova 1996. Semudobia markakolica ingår i släktet Semudobia och familjen gallmyggor. Inga underarter finns listade i Catalogue of Life.